# جمال بدوي (كاتب)
 هذه مقالة عن جمال بدوي الكاتب المصري، لمقالات أخرى بنفس الاسم، أنظر جمال بدوي (توضيح)
```

```

(جمال بدوي) كاتب ومؤرخ مصري الاسم الكامل للكاتب هو (محمد جمال الدين إسماعيل بدوي)، ولقد ولد في مدينة بسيون في محافظة الغربية شمالي القاهرة يوم 12 فبراير 1934 ودرس الأدب، كما أنه كتب دراسات تاريخية بالإضافة إلى تقديمه أكثر من برنامج تاريخي بالتلفزيون المصري، هذا إلى جانب عمله الصحفي.
يعد جمال بدوى من أشهر المؤرخين في العصر الحديث..كتب في الشأن العام والتاريخ والسياسة والفكر وقدم البرامج في الإذاعة والتليفزيون، ولقب بشيخ الصحافة المتحرر.
ونال على عطائه الغزير وسام العلوم والفنون من الطبقة الأولى من الرئيس حسنى مبارك عام 1995، كما حصل على الجائزة الأولى من جريدة «الشرق الأوسط» عن أفضل مقال نشر عام 1996، وحاز كتابه «أنا المصري» على أوسكار أفضل كتاب في لمعرض الدولي للكتاب عام 2004
ولد محمد جمال الدين إسماعيل بدوي بمدينة بسيون بمحافظة الغربية عام 1934 ونشأ وتعلم في كتاتيبها ومدارسها الأولى، وتخرج في كلية الآداب جامعة القاهرة - قسم الصحافة عام 1961، وأثناء دراسته اختاره مصطفى أمين للعمل في أخبار اليوم.
وانتدب عام 1972 - مع آخرين- إلى دولة الإمارات العربية المتحدة لإصدار صحيفة «الاتحاد» وعاد عام 1981 إلى أخبار اليوم، وشارك عام 1984 شارك في تأسيس صحيفة الوفد مع الراحل مصطفى شردي وعمل مديرا للتحرير، ثم رئيسا للتحرير عام 1989، إلى أن استقال وعاد إلى «أخبار اليوم» وتخصص في كتابة الدراسات التاريخية في صحف مؤسسة أخبار اليوم ومجلة «المصور» بدار الهلال أسبوعيا والجمهورية والاتحاد الإماراتية والشرق القطرية.
أسس الراحل جمال بدوي جريدة «صوت الأزهر» عام 1999، وحاضر في التلفزيون، وكانت له برامج كل يوم اثنين على القناة الأولى، وبرنامج آخر في القناة الثقافية.
أصدر بدوي حوالي عشرين كتابا في الفكر والتاريخ، منها «في محراب الفكر»، الهيئة المصية العامة للكتاب 1998، و«محمد على وأولاده» الهيئة المصرية العامة للكتاب 1999، و«مسرور والسياف.. واخوانه» دار الشروق 1996، و«مسلمون وأقباط من المهد إلى المجد» دار الشروق 2000.
كما أصدر الراحل «في دهاليز الصحافة» الهيئة المصرية العامة للكتاب 2002، و«الطغاة والبغاة» دار الشروق 1996، و«مصر من ناقة التاريخ»، و«مسافرون إلى الله بلا متاع» و«الوحدة الوطنية بديلا عن الفتنة الطائفية» و«حدث في مصر»، و«معارك صحفية»، و«المماليك على عرش فرعون»، و«حكايات مصرية»، و«أنا المصري»، و«من عيون التراث».
والراحل عضو في الهيئة العليا لحزب الوفد ورئيس لجنة الثقافة والفكر، وشارك في عدد من الندوات والمؤتمرات الثقافية والسياسية وله بحث عن حوار الحضارات ضمن فعاليات ندوة أقامتها مكتبة الملك عبد العزيز بالرياض في مارس عام 2002.

## من مؤلفاته
- (في محراب الفكر)
- (مسلمون وأقباط من المهد إلى المجد)
- (مصر من نافذة التاريخ)
- (مسافرون إلى الله بلا متاع)
- (الوحدة الوطنية بديلاً عن الفتنة الطائفية)
- (المماليك على عرش فرعون)
- (مسرور السياف وإخوانه)
- (أنا المصري)
- (معارك صحفية).
- (الفاطمية دولة التفاريح والتباريح)
- (نظرات في تاريخ مصر)
- (الطغاة والبغاة)